# Canthon plagiatus
Canthon plagiatus là một loài bọ cánh cứng trong họ Bọ hung (Scarabaeidae).